# کاج مونتانا
کاج مونتانا (نام علمی: Araucaria montana) نام یک گونه از سرده اروکاریا است.